# دست چپ خدا
دست چپ خدا (انگلیسی: The Left Hand of God) فیلمی در ژانر رمانتیک به کارگردانی ادوارد دمیتریک در سبک رمانتیک است که در سال ۱۹۵۵ منتشر شد.
داستان فیلم در یک ایستگاه کوچک مبلغین آمریکایی در چین در سال ۱۹۴۷، هم‌زمان با جنگ داخلی چین جریان دارد. هامفری بوگارت نقش مردی تحت تعقیب را بازی می‌کند که خود را به‌جای یک کشیش کاتولیک جا زده، و جین تیرنی نقش یک پرستار به نام آن اسکات را ایفا می‌کند. بازیگرانی همچون لی جی. کاب، اگنس مورهد، ای. جی. مارشال و کارل بنتون رید نیز در نقش‌های مکمل حضور دارند.
در جریان ایفای نقش آن اسکات، تیرنی بیمار شد. بوگارت که خود تجربه‌ای شخصی از بیماری روانی خواهرش داشت، در طول فیلم‌برداری دیالوگ‌های تیرنی را به او می‌گفت و او را به گرفتن کمک پزشکی تشویق می‌کرد.

## داستان
در سال ۱۹۴۷، کشیش کاتولیک، پدر اوشی، راهی یک ایستگاه دورافتاده در چین می‌شود تا جای کشیشی را بگیرد که در آن‌جا کشته شده بود. او با دکتر دیوید سیگمن، همسرش بریل و پرستاری به نام آن اسکات آشنا می‌شود، که تنها ساکنان غربی آن منطقه هستند. آن‌ها یک بیمارستان را برای روستاییان اطراف اداره می‌کنند، در زمانی که جنگ‌سالاران رقیب و نیروهای کمونیست درگیر جنگ داخلی‌اند.
اوشی نخستین موعظهٔ یک‌شنبه‌اش را به دو زبان انگلیسی و چینی برای نمازگزاران ایراد می‌کند و با استقبال آن‌ها روبه‌رو می‌شود. فعالیت‌هایش در میان مردم و احترام به رسوم محلی به‌زودی احترام و اعتماد آن‌ها را برایش به‌همراه می‌آورد.
آن از اینکه به پدر اوشی علاقه‌مند شده احساس ناراحتی می‌کند. بریل به شوهرش پیشنهاد می‌دهد آن را به ایالات متحده بازگردانند، اما او با توجه به نیاز بیمارستان، این موضوع را نمی‌پذیرد. بریل پیشنهاد می‌دهد اوشی برای مشورت نزد کشیش مارتین، یک کشیش پروتستان در ایستگاه مذهبی آمریکایی دیگری، برود. اوشی می‌پذیرد.
اما در دیدار با مارتین، اوشی اعترافی غیرمنتظره و داوطلبانه می‌کند: او کشیش کاتولیک نیست، بلکه جیم کارمودی، خلبان آمریکایی‌ای است که در زمان جنگ جهانی دوم برای انتقال تجهیزات از مسیر «منطقه کوهستانی کوهانی‌شکل» پرواز می‌کرد. هواپیمای او در جریان جنگ سقوط کرده و از سوی یک جنگ‌سالار محلی به نام ژنرال یانگ نجات یافته بود. او به مقام دستیار مورد اعتماد یانگ رسید، اما درواقع زندانی او بود. زمانی که یکی از سربازان یانگ پدر اوشی را کشت، کارمودی فرار کرد و تصمیم گرفت خود را به‌جای کشیش جدید جا بزند. پس از بازگویی ماجرا به مارتین، کارمودی گزارشی کامل از حقیقت را برای اسقف کاتولیک می‌نویسد.
ژنرال یانگ کارمودی را پیدا می‌کند و با ارتشش به‌سراغش می‌آید، و اصرار می‌ورزد که او به خدمت پیشین بازگردد. کارمودی پیشنهاد می‌دهد که طبق رسم پیشینشان با بازی تاس مسئله را حل کنند؛ در ازای پنج سال خدمت وفادارانه، در برابر آزادی خودش و امنیت مردم محلی. پس از آن‌که یانگ می‌بازد، او را وادار می‌کند تا دوباره بازی کند، این بار بر سر آیندهٔ ایستگاه مذهبی پروتستان. یانگ دوباره می‌بازد و ناگزیر می‌پذیرد که افسانهٔ «پدر اوشی» ادامه یابد؛ مردی آن‌چنان مقدس که حتی یک جنگ‌سالار قدرتمند را از پای درمی‌آورد.
پیش از آن‌که کارمودی ایستگاه را ترک کند، در میان اندوه مردم روستا، حقیقت را به آن می‌گوید.

## بازیگران
- هامفری بوگارت
- جین تیرنی
- لی جی. کاب
- اگنس مورهد
- ای. جی. مارشال
- فیلیپ آن